# Territorial Parks in Nunavut
Dieser Artikel gibt eine Übersicht über die Territorial Parks im kanadischen Territorium Nunavut. Die Provinzparks in Nunavut werden, abweichend von den meisten anderen kanadischen Provinzen, als Territorial Park bezeichnet.
Die Parks werden von Nunavut Parks verwaltet, welches dem Nunavut Department of Environment untersteht. Die aktuelle rechtliche Grundlage für die Parks ist der Territorial Parks Act (RSNWT (Nu) 1988, c T-4) von 2011.
Neben den Territorial Parks gibt es in Nunavut:
- vier kanadische Nationalparks,
- mehrere Vogelschutzgebiete sowie
- mehrere nationale Wildgebiete (englisch National Wildlife Area) und
- mehrere Wildschutzgebiete (englisch Wildlife Refuge)

## Liste
| IUCN-Kategorie (a) | WDPA-ID   | Name                                   | Fläche in km² | Gründungsdatum | Internetseite |
| ------------------ | --------- | -------------------------------------- | ------------- | -------------- | ------------- |
| V                  | 555516414 | Iqalugaarjuup Nunanga Territorial Park | 20,77         |                |               |
| II                 | 167374    | Katannilik Territorial Park            | 1461,66       |                | Katannilik    |
| V                  | 555516416 | Kekerten Territorial Park              | 14,05         |                |               |
| V                  | 555516417 | Kugluk Territorial Park                | 8,3           |                | Kugluk        |
| V                  | 555516413 | Mallikjuaq Territorial Park            | 18,56         |                |               |
| V                  | 555558194 | Ovayok Territorial Park                | 21,78         |                |               |
| V                  | 555516415 | Qaummaarviit Territorial Park          | 0,16          |                |               |
| V                  | 65856     | Sylvia Grinnell Territorial Park       | 44,3          |                |               |